# Grand Ouest Association Lyonnaise Football Club
El Grand Ouest Association Lyonnaise Football Club (en español, Asociación del Gran Oeste de Lyon Fútbol Club) es un equipo de fútbol francés del pueblo de Chasselay, en el departamento de Ródano fundado en el 2000. Juega de local en el estadio Ludovic Giuly, nombrado así en honor a Ludovic Giuly, exfutbolista francés. Desde la temporada 2025/26 el club juega en el Championnat National 3. 
El 4 de enero de 2014 por la Copa de Francia, el club derrotó en tanda de penaltis al Istres de la Ligue 2 por los 32vos de final.

## Jugadores

### Jugadores destacados
- Ludovic Giuly.
- Benjamin Corgnet.
- Sidney Govou.
- Anice Badri.